# Matías Zaracho
Federico Matías Javier Zaracho (ur. 10 marca 1998 w Wilde) – argentyński piłkarz występujący na pozycji ofensywnego pomocnika, reprezentant Argentyny, od 2025 roku zawodnik Racing Clubu.